# Paul Telfer (acteur)
Pour les articles homonymes, voir Paul Telfer.
Paul Telfer (né le 30 octobre 1979 à Paisley, en Écosse (Royaume-Uni)) est un acteur écossais.

## Biographie
Il remporta un prix de journalisme à l'université. Il étudia à l'université de Kent en 1999. Il a commencé dans le commerce, puis l'enseignement et la peinture, avant d'être acteur.
Il a résidé au Canada, en Nouvelle-Zélande et en Angleterre et en Amérique.
Il entretient une longue relation avec l'actrice et chanteuse Carmen Cusack. Il travailla comme coécrivain de théâtre.
Il posa nu pour une cause caritative : le cancer de la prostate.
Il est passionné d'arts martiaux et prend des cours avec un grand maître londonien.

## Filmographie

### Télévision
- 2002 : Is Harry on the Boat (série télévisée) saison 1 épisode 3 : Matt
- 2003 : Septième Ciel (Mile High, série télévisée) saison 1 épisode 1 : Rory
- 2004 : Spartacus (Téléfilm) : Gannicus
- 2005 : Hercule (Mini-série) : Hercule
- 2007 : Hôtel Babylon saison 2 : Luke
- 2007 : NCIS : Enquêtes spéciales (série télévisée) saison 5 épisode 10 : Damon Werth
- 2009 : NCIS : Enquêtes spéciales (série télévisée) saison 7 épisode 6 : Damon Werth
- 2010 : NCIS : Enquêtes spéciales (série télévisée) saison 7 épisode 15 : Damon Werth
- 2011 : Co-op of the Dammed : Bill le zombie, dans le 12e épisode : Braaaaiinnsss...
- 2013 : Vampire Diaries : Alexander
- 2015 : Once Upon a Time (saison 5 épisodes 6 et 9) : Lord Macintosh
- À partir de 2015 : Des jours et des vies : rôle régulier

### Cinéma
- 2006 : Alexander the Great from Macedonia : Hephaestion
- 2008 : Un bébé à tout prix : Luca
- 2011 : The Last Days (Son of Morning) de Yaniv Raz : Glenn
- 2017 : The Thin Line : Tone Jimenez

## Jeux vidéo
- 2014 : Call of Duty: Advanced Warfare : Will Irons